# Granolithographie
Bei der in den 1970er Jahren entwickelten Granolithographie wird ein lichtdurchlässiges Trägermaterial mit einem feinen Korn, Asphaltstaub oder einem anderen feinen Puder versehen und auf Film umkopiert. Dieser feinstkörnige, natürliche „Raster“ wird zwischen Halbtonnegativ und zu belichtende Schicht gebracht. Diese aufwändige Drucktechnik ist gegenüber dem normalen Lichtdruck für hochwertige Faksimiledrucke wesentlich besser geeignet. 
Siehe auch: Lithografie, Edeldruckverfahren